# Большой морской дракон
Большой морской дракон, или большой морской скорпион, или змейка (лат. Trachinus draco) — вид хищных лучепёрых рыб семейства драконовых (Trachinidae), обитающих в прибрежных водах европейской Атлантики, а также в Чёрном и Средиземном морях.
В качестве русских названий рыбы приводятся также «морской дракон», «морской дракончик».

## Биологическое описание
Вытянутая с угловатой большой головой, донная рыба. Максимальная длина тела 53 см, обычно до 25 см; масса тела — до 1,9 кг. Половой зрелости достигает в трёхлетнем возрасте.
Морской дракончик предпочитает мягкие грунты в которые он зарывается, подстерегая в засаде добычу — мелких рыб и ракообразных, над поверхностью дна остаются высоко посаженые глаза.
Шипы морского дракончика, находящиеся в первом колючем луче спинного плавника и жаберных крышках, снабжены ядовитыми железами, укол этими шипами для человека очень болезнен. В тяжёлых случаях и без отсутствия своевременной помощи возможен летальный исход.